# How I Spent My Vacation
How I spent my vacation är ett album av den amerikanske sångaren Mitch Ryder, utgivet 1978.

## Låtlista

### Sida 1
1. "Tough kid"
2. "Dance ourselves to death"
3. "Passions wheel"
4. "Cherry poppin'"
5. "Freezin' in hell"

### Sida 2
1. "Nice 'n easy"
2. "The Jon"
3. "Falling forming"
4. "Poster"

### Musiker
- Mitch Ryder - sång
- Billy Csernits - keyboards
- Mark Gougeon, Tony Suehy - bas
- Richard Schein, Wayne Gabriel, John Vass, Dave Opatik - gitarr
- Wilson Owens - trummor
- Wayne Wayne - saxofon
- Leonard Salano - dragspel